# Göran Ahlström
Göran G. Ahlström, född 17 november 1936 i Borås, är en svensk civilingenjör och företagsledare.
Ahlström utexaminerades från KTH 1961, var anställd inom Kinnevikkoncernen 1966–1982 och blev verkställande direktör för Sandvik AB 1983 och VD för Santrade Luzern i Schweiz 1984. Han var därefter VD för Sydkraft AB från 1985 till 1998.
Ahlström invaldes 1993 som ledamot av Ingenjörsvetenskapsakademien.